# Ercole Lamia
Ercole Lamia (falecido em 1591) foi um prelado católico romano que serviu como bispo de Alessano (1578–1591).

## Biografia
No dia 11 de agosto de 1578, Ercole Lamia foi nomeado durante o papado de Gregório XIII como Bispo de Alessano. Serviu como Bispo de Alessano até à sua renúncia em 1591.